# Liverpool Sound Collage
Liverpool Sound Collage es un álbum de música electrónica del músico británico Paul McCartney, publicado por la compañía discográfica Hydra Records en agosto de 2000.
Además de la participación de McCartney, el álbum está también acreditado a The Beatles, Super Furry Animals y Youth. McCartney trabajó anteriormente con Youth en dos proyectos bajo el seudónimo de The Fireman, Strawberries Oceans Ships Forest y Rushes. 
McCartney creó el álbum a petición del artista Peter Blake, con el fin de crear música con un espíritu de Liverpool y complementar una exposición de arte. Para ello retomó sesiones de grabación de The Beatles para usar fragmentos de charlas en el álbum, y añadió trozos de su álbum de música clásica Liverpool Oratorio. El álbum también incluye el sonido de McCartney caminando por la calle y preguntando a varios peatones por su opinión sobre Liverpool y The Beatles.
Liverpool Sound Collage fue nominado al Grammy en la categoría de mejor álbum de música alternativa en 2001.

## Lista de canciones
| N.º | Título                                                            | Escritor(es)                                     | Duración |  |
| 1.  | «Plastic Beetle»                                                  | Paul McCartney, The Beatles                      | 8:23     |  |
| 2.  | «Peter Blake 2000»                                                | Supper Furry Animals, The Beatles                | 16:54    |  |
| 3.  | «Real Gone Dub Made In Manifest In The Vortex Of The Eternal Now» | Youth                                            | 16:37    |  |
| 4.  | «Made Up»                                                         | Paul McCartney, The Beatles                      | 12:58    |  |
| 5.  | «Free Now»                                                        | Paul McCartney, The Beatles, Super Furry Animals | 3:29     |  |